# Elecciones generales de Antigua y Barbuda de 2018
Las elecciones generales de Antigua y Barbuda de 2018 tuvieron lugar el 21 de marzo del mencionado año con el objetivo de renovar los diecisiete escaños de la Cámara de Representantes, en base a cuya composición se integró el Senado, configurando el Parlamento de Antigua y Barbuda para el período 2018-2023. Fueron las octavas elecciones desde la independencia de Antigua y Barbuda, así como las decimosextas elecciones regulares de la historia antiguana y las decimoquintas bajo sufragio universal.
Los comicios se realizaron con más de quince meses de antelación, luego de que el primer ministro Gaston Browne, del Partido Laborista de Antigua y Barbuda (ABLP) recomendara la disolución anticipada del Parlamento el 26 de febrero con el objetivo de renovar el mandato tras las secuelas del Huracán Irma de 2017, que provocó graves destrozos en Antigua y devastó casi la totalidad de la infraestructura de Barbuda, ocasionando que la totalidad de la población de la isla debiera ser evacuada. Browne justificó el adelanto en la necesidad de garantizar estabilidad a los inversores extranjeros. La campaña se centró en la reconstrucción del país después del desastre, con Browne defendiendo la necesidad de un liderazgo fuerte para afrontar la crisis, así como en los debates en torno a la propiedad de la tierra en Barbuda, el enfrentamiento del primer ministro con el presidente de Sandals Resorts, Butch Stewart, y un escándalo de soborno que involucró a Browne.
Las elecciones estuvieron marcadas por dos jubilaciones de alto perfil. El antiguo líder del ABLP y ex primer ministro Lester Bird no se presentó a la reelección, lo que resultó en la primera elección en la historia de Antigua y Barbuda en la que ningún miembro de la dinastía Bird fue candidato. Asimismo Baldwin Spencer, también ex primer ministro y líder fundador del opositor Partido Progresista Unido (UPP), se retiró después de casi tres décadas en el Parlamento, por lo que esta fue la primera elección que el UPP disputó sin él. El UPP enfrentó una dura crisis de liderazgo tras el retiro de Spencer, con Harold Lovell imponiéndose sobre Joanne Massiah. Los conflictos resultaron en la expulsión de Massiah del partido en 2017, y esta fundó la Alianza Nacional Democrática, el primer tercer partido en disputar una mayoría absoluta desde 1989.
Los comicios vieron al ABLP obtener un triunfo abrumador con el 59,24% de los votos válidamente emitidos y una mayoría absoluta de quince de los diecisiete escaños, la más grande desde 1984. El UPP logró el 37,09% de los votos y continuó siendo el principal partido de la oposición, pero solo retuvo un escaño y obtuvo el peor resultado de su historia. Aunque el ABLP revalidó su mayoría, perdió el escaño de Barbuda que había ganado en 2014, volviendo este a manos del Movimiento Popular de Barbuda (BPM) de Trevor Walker. La recién fundada NDA logró el 1,94% de los votos, ninguno de sus candidatos resultó electo y la propia Massiah perdió su escaño en All Saints East & St. Luke, que fue el único que el UPP pudo retener. Jamale Pringle, elegido en dicha circunscripción, asumió el cargo de líder de la Oposición debido a que Lovell no había conseguido recuperar su escaño.
Browne prestó juramento para un segundo mandato como primer ministro el 26 de marzo, cuando se juramentó a los miembros del Senado. Aunque solo hubo dos mujeres electas en la Cámara, el Senado tuvo una mayoría femenina de nueve sobre diecisiete miembros, por primera vez en la historia de Antigua y Barbuda.

## Contexto
Las elecciones de 2014 resultaron en un amplio triunfo para el Partido Laborista de Antigua y Barbuda, liderado por Gaston Browne, con catorce de los diecisiete escaños parlamentarios, desalojando del poder al Partido Progresista Unido de Baldwin Spencer y facilitando el retorno al poder de los laboristas después de diez años en oposición. En Barbuda, el candidato del ABLP, Arthur Nibbs, obtuvo la victoria sobre Trevor Walker, del regionalista Movimiento Popular de Barbuda, la primera vez en más de cuarenta años que un partido nacional con sede en Antigua ganaba el escaño de Barbuda. Aunque Browne fue el primer líder laborista ajeno a la dinastía Bird (iniciada por Vere Bird y seguida por su hijo, Lester Bird), un año antes de las elecciones contrajo matrimonio con su nieta, Maria. Browne asumió como primer ministro con el compromiso de combatir los altos índices de criminalidad desatados durante el mandato de Spencer, en gran medida agravados por la compleja situación económica del país en el marco de la crisis financiera global. Spencer, por su parte, anunció su retiro del liderazgo del UPP antes de la siguiente Convención Bianual del partido en mayo de 2015, aunque permaneció como líder de la Oposición.
Durante su mandato, Browne fue criticado por su constante enfrentamiento con Butch Stewart, presidente y fundador del complejo hotelero Sandals Resorts International, el empleador privado más grande de Antigua y Barbuda. Browne acusó a Stewart de no cumplir con sus obligaciones fiscales y no contribuir a la economía local de la isla, así como de intervenir políticamente en su contra. Asimismo, a finales de 2016, Browne se vio envuelto en un escándalo cuando Rodrigo Tacla, abogado de la constructora Odebrecht, declaró que la empresa pagó al primer ministro un estimado de 3 millones de euros en sobornos. Browne negó vehementemente estas acusaciones y declaró que «el caso estaba cerrado» tras «un acuerdo extrajudicial», aunque los sobornos mismos no fueron completamente desmentidos por la constructora brasileña. La oposición denunció a Browne por «reflotar la imagen de Antigua como un país corrupto», acusaciones ya percibidas durante la era de los Bird.
El 6 de septiembre de 2017, el huracán Irma golpeó el archipiélago, pasando sobre Barbuda justo cuando se encontraba cerca de su máxima intensidad y devastando la isla casi por completo. Aunque solo se reportaron tres muertes, el huracán dañó o destruyó el 95% de las estructuras de Barbuda, incluidos su hospital, sus escuelas y sus dos hoteles, y dejó inoperativos el único aeropuerto de la isla y gran parte de su infraestructura, incluidos los servicios de agua y telecomunicaciones, lo que obstaculizó aún más los esfuerzos de socorro. Con Barbuda prácticamente inhabitable, gobierno debió evacuar a la totalidad de los residentes de la isla y trasladarlos a Antigua, mientras que más del 60% de los barbudenses quedaron sin hogar. Los costos por los daños a la propiedad en Barbuda oscilaron entre 150 y 300 millones de dólares. El gobierno de Browne debió encarar la difícil reconstrucción de la isla, para lo cual propuso abolir el sistema de propiedad comunal de tierras implantado en Barbuda y buscar inversiones privadas para facilitar el proceso. El movimiento secesionista barbudense, liderado por el BPM y Trevor Walker, acusó al gobierno de Browne de buscar beneficiarse del desastre y «apropiarse» de la tierra de Barbuda.
El mandato parlamentario debía finalizar en junio de 2019, y desde 1989 las elecciones se habían realizado, generalmente, en la fecha de expiración habitual del mandato o bien unos pocos meses antes. Sin embargo, el 26 de febrero de 2018, Browne anunció la disolución anticipada del Parlamento y la convocatoria a elecciones generales, bajo el alegato de que se necesitaba un mandato revalidado y fuerte hasta 2023 que trajera «estabilidad y certeza» para los inversores extranjeros. Debido a la situación de Barbuda, las elecciones no se realizaron en la isla propiamente dicha, sino que los barbudenses debieron votar en Antigua. Esta medida despertó profundas críticas, ya que para entonces la mayoría de los residentes de Barbuda habían regresado, y la decisión del gobierno fue vista como un intento de desalentar el voto.

## Sistema electoral
| Mapa                       | Circunscripción      | Parlamentarios | Parlamentarios | Parlamentarios |
| -------------------------- | -------------------- | -------------- | -------------- | -------------- |
|                            | St. John's City West | Gaston Browne  |                | ABLP           |
| St. John's City East       | Melford Nicholas     |                | ABLP           |                |
| St. John's City South      | Steadroy Benjamin    |                | ABLP           |                |
| St. John's Rural West      | Baldwin Spencer      |                | UPP            |                |
| St. John's Rural South     | Eustance Lake        |                | ABLP           |                |
| St. John's Rural East      | Lester Bird          |                | ABLP           |                |
| St. John's Rural North     | Charles Fernandez    |                | ABLP           |                |
| St. Mary's North           | Molwyn Joseph        |                | ABLP           |                |
| St. Mary's South           | Samantha Marshall    |                | ABLP           |                |
| All Saints East & St. Luke | Joanne Massiah       |                | DNA            |                |
| All Saints West            | Michael Browne       |                | ABLP           |                |
| St. George                 | Dean Jonas           |                | ABLP           |                |
| St. Peter                  | Asot Michael         |                | ABLP           |                |
| St. Philip North           | Robin Yearwood       |                | ABLP           |                |
| St. Philip South           | Wilmoth Daniel       |                | UPP            |                |
| St. Paul                   | Paul Green           |                | ABLP           |                |
| Barbuda                    | Arthur Nibbs         |                | ABLP           |                |

Las elecciones se realizaron bajo el texto constitucional de 1981 y la Ley de Representación del Pueblo del 31 de octubre de 1975, con las reformas a la misma sancionadas en 2001 y 2002 y administradas por la Comisión Electoral de Antigua y Barbuda. Bajo este marco constitucional, Antigua y Barbuda era una monarquía constitucional dentro de la Mancomunidad de Naciones con un sistema parlamentario basado en el modelo Westminster. La reina Isabel II era la Reina de Antigua y Barbuda y jefa de estado ceremonial, representada localmente por el Gobernador General Wilfred E. Jacobs, mientras que el jefe de gobierno y titular efectivo del poder ejecutivo recaía en la figura de un primer ministro sometido a la confianza del Parlamento bicameral compuesto por la Cámara de Representantes elegida por voto popular mediante escrutinio mayoritario uninominal para un mandato máximo de cinco años y un Senado designado en base a los resultados de las elecciones de la Cámara.
La Cámara de Representantes se compone de diecisiete escaños elegidos por escrutinio mayoritario uninominal. El país se encuentra dividido en diecisiete circunscripciones, cada una de las cuales está representada por un miembro del Parlamento elegido por simple mayoría de votos. El partido o grupo político que logre sumar una mayoría de al menos nueve de los diecisiete escaños forma gobierno y designa al primer ministro, mientras que el líder del partido con más escaños que no forme parte del gobierno ocupa el cargo de líder de la Oposición. El Senado, por su parte, se compone también de diecisiete escaños enteramente designados por el Gobernador General en representación del monarca y siguiendo determinados consejos. Diez senadores se designan por consejo del primer ministro, cuatro por consejo del líder de la Oposición y tres en representación de Barbuda, designados a la razón de uno por consejo del primer ministro, uno por el Consejo de Barbuda y otro a discreción del Gobernador General.
Todos los ciudadanos de la Mancomunidad de Naciones de al menos dieciocho años de edad que posean los requisitos de residencia o domicilio tienen derecho a votar en las elecciones a la Cámara de Representantes. Por su parte, los ciudadanos que tengan al menos veintiún años de edad, hayan residido en el país durante un mínimo de doce meses inmediatamente anteriores al día de la nominación y sean capaces de hablar y leer el idioma inglés con fluidez suficiente para permitirles participar activamente en los procedimientos parlamentarios están calificados para convertirse en miembros del Parlamento. Están inhabilitadas las personas que deban lealtad a un Estado extranjero, los que tengan una quiebra sin liberal, las personas declaradas mentalmente insanas, condenadas a muerte o prisión por un período de al menos doce meses, y aquellos relacionados con delitos electorales o culpables de ciertos delitos dentro de los diez años anteriores. El mandato parlamentario es incompatible con determinados cargos públicos, responsabilidades electorales y el cargo de ministro de religión.

## Partidos contendientes

### Partido Laborista de Antigua y Barbuda
El gobernante Partido Laborista de Antigua y Barbuda celebró su convención partidaria en noviembre de 2017 para definir a sus candidatos de cara a las siguientes elecciones. Gaston Browne fue reelegido por unanimidad como líder del partido y candidato a la reelección, por lo que las principales incógnitas estuvieron en torno a los candidatos parlamentarios a medida que se insinuaban jubilaciones de alto perfil. Browne confirmó, días antes de la convención, que Lester Bird y Eustace Lake, ambos parlamentarios de larga data, no se presentarían a la reelección y que el partido «no les permitiría» postularse de nuevo si desearan hacerlo, ya que consideraban que no estaban en condiciones físicas de hacerlo por su edad avanzada. Esto implicaba la primera elección desde 1965 en la que Lester Bird no sería candidato, así como la primera en la historia del país en la que no habría candidatos de la dinastía Bird. Mientras que Bird se retiró del Parlamento, Lake en principio rechazó tajantemente retirarse y anunció que se presentaría como candidato independiente si el ABLP lo expulsaba. Sin embargo, finalmente desistió de hacerlo.
Browne propuso reemplazar a los parlamentarios salientes con mujeres, con miras a aumentar la representación femenina en el Parlamento. La esposa de Browne y nieta de Vere Bird, Maria Bird-Browne, de tan solo veintiséis años, fue anunciada para postularse en St. John's Rural East, la circunscripción de su tío. Su postulación desató críticas por parte de opositores internos y externos, que consideraron que fue seleccionada principalmente por su posición tanto en la dinastía Bird como como esposa del primer ministro, y se insinuó que otros candidatos que habían estado interesados en la nominación fueron presionados a dar un paso atrás después de que Bird-Browne expresara interés en el puesto. El ABLP  negó que el primer ministro estuviera involucrado en la selección del candidato para la circunscripción y dijo que fue Bird-Browne seleccionada basándose en una encuesta que el partido había encargado.

### Partido Progresista Unido
Después de la derrota en las elecciones de 2014, el ex primer ministro Baldwin Spencer anunció su retiro como líder del Partido Progresista Unido, que había encabezado desde su fundación en abril de 1992. El anuncio implicó una carrera abierta por su sucesión, que tendría lugar en la siguiente Convención Bienal del partido, a tener lugar el 17 de mayo de 2015. Los candidatos que expresaron interés en competir por el liderazgo de cara a la convención fueron el senador Harold Lovell, antiguo dirigente del socialista Movimiento Caribeño de Liberación de Antigua y exministro de Finanzas en el gobierno de Spencer que había perdido su escaño en St. John's City East; Joanne Massiah, recién electa parlamentaria por la circunscripción de All Saints East & St. Luke; y Eleston Adams, exparlamentario que había perdido su escaño en St. Paul.
Aunque se consideró a Lovell, que en muchos casos había encabezado la oposición interna al liderazgo de Spencer y tenía una trayectoria destacada en el partido, como amplio favorito para ganar desde el anuncio del retiro del ex primer ministro, Massiah (que buscaba convertirse en la primera mujer en liderar un partido importante en Antigua y Barbuda) realizó una agresiva campaña en medios de comunicación y buscó posicionarse de cara a la convención, lo que pareció convertir la contienda en una carrera cerrada. Sin embargo, Massiah enfrentó una abierta hostilidad por parte de sectores del partido, mientras que enfrentó críticas desde el gobierno y los medios de comunicación por ausentarse de sus deberes en la Cámara de Representantes para encarar su campaña. El 22 de enero de 2015, durante una sesión parlamentaria en la que Massiah solicitó la palabra, los parlamentarios del ABLP abandonaron el edificio en protesta por su ausentismo repetido, provocando que la sesión se cayera por falta de quorum. A medida que se acercaba la convención, Massiah comenzó a sembrar dudas sobre el proceso, anticipando que el equipo de Lovell controlaba su organización y no permitía que su equipo accediera a información importante.
El 6 de mayo de 2015, once días antes de la convención, Massiah anunció sorpresivamente que se retiraba de la contienda, declarando que: «las prácticas antidemocráticas se han arraigado sin darse cuenta dentro de varias ramas, lo que ha resultado en que algunos presidentes desprecien cruelmente la constitución del partido y pisoteen los derechos de los miembros de las ramas». Lovell repudió los comentarios de Massiah, afirmando que simplemente se retiraba porque sabía que perdería. El ex primer ministro Spencer declaró «lamentar profundamente» la decisión de Massiah, afirmando que su intención era que la contienda «no perjudicara al partido». Aunque Adams permaneció en campaña, el retiro de Massiah prácticamente garantizó la victoria para Lovell.
La convención se realizó el 17 de mayo, con 305 delegados presentes. Lovell obtuvo una fácil victoria y fue elegido como nuevo líder del UPP con 291 votos contra 13 de Adams, su único contrincante, mientras que hubo un voto nulo.  Gisele Isaac fue elegida presidenta del partido, mientras que Richard Lewis fue elegido vicepresidente, Shawn Nicholas fue elegido Secretario General y Dulcie Horsford-Watkins fue elegida Secretaria General Adjunta. Los partidarios de Lovell estallaron en vítores al conocerse los resultados, mientras que Adams reconoció su victoria en ese mismo momento.
No obstante, la victoria de Lovell no aplacó las luchas internas en el partido. Durante los meses siguientes, Massiah continuó criticando tanto el liderazgo de Lovell, así como su período como Ministro de Finanzas, mientras que los medios de comunicación dieron amplia cobertura a las disputas internas. En abril de 2016, Lovell empleó formalmente su poder constitucional como líder para vetar la candidatura a la reelección de Massiah, poniendo como justificación su «marcada falta de apoyo a cualquier iniciativa o posición del partido en los últimos once meses». En noviembre, finalmente, el UPP suspendió la membresía de Massiah y anunció una «investigación» para determinar su expulsión. En enero de 2017, Massiah insinuó públicamente la posibilidad de abandonar el UPP y fundar su propio partido, lo que finalmente desembocó en un comité disciplinario privado que decidió su expulsión el 14 de febrero. Tanto Lovell como Spencer (aún líder de la Oposición en el Parlamento) se negaron a dar comentarios, mientras que Adams reafirmó sus diferencias con el liderazgo de Lovell pero llamó a la unidad del partido. Tras su expulsión, Massiah fundó en abril la Alianza Nacional Democrática y anunció su intención de competir por separado en las siguientes elecciones generales.
|  | 95.72 % |

|  | 4.28 % |

## Candidaturas
Siete partidos políticos presentaron al menos un candidato, la mayor cantidad de fuerzas políticas en contienda en la historia electoral del país, con un total de 53 candidaturas. El Partido Laborista de Antigua y Barbuda presentó una lista completa de diecisiete candidatos en las diecisiete circunscripciones del país, el único partido que lo hizo. El Partido Progresista Unido presentó candidatos en las dieciséis circunscripciones de Antigua y mantuvo su pacto electoral con el Movimiento Popular de Barbuda, que disputó la circunscripción única de Barbuda. La Alianza Nacional Democrática de Joanne Massiah presentó trece candidatos y fue el único tercer partido que disputó una mayoría absoluta. El Partido Laborista Auténtico de Antigua y Barbuda, liderado por Vere Bird III, postuló dos candidatos. El partido Vamos Verde por la Vida (GGL) de Owen George disputó All Saints East & St. Luke y Barbuda, en lo que la primera vez desde 1976 que un partido nacional que no fuera el ABLP presentaba candidatos en Barbuda. El activista Nigel Bascus (apodado «Missing Link»), se presentó por un partido personalista denominado «Missing Link Voz del Pueblo» en St. John's Rural North. Un único candidato independiente, el abogado Ralph Francis, se presentó en Barbuda. Solo dos circunscripciones, St. Mary's North y St. Philip North, vieron una competencia puramente bipartidista.
| Partido | Partido                                                  | Líder          | Candidatos |
| ------- | -------------------------------------------------------- | -------------- | ---------- |
|         | Partido Laborista de Antigua y Barbuda (ABLP)            | Gaston Browne  | 17/17      |
|         | Partido Progresista Unido (UPP)                          | Harold Lovell  | 16/17      |
|         | Alianza Nacional Democrática (DNA)                       | Joanne Massiah | 13/17      |
|         | Partido Laborista Auténtico de Antigua y Barbuda (ABTLP) | Vere Bird III  | 2/17       |
|         | Vamos Verde por la Vida (GGL)                            | Owen George    | 2/17       |
|         | Movimiento Popular de Barbuda (BPM)                      | Trevor Walker  | 1/17       |
|         | Missing Link: Voz del Pueblo (MLVOP)                     | Nigel Bascus   | 1/17       |
|         | Independiente                                            | Ralph Francis  | 1/17       |

## Campaña
El Partido Laborista de Antigua y Barbuda lanzó su manifiesto, titulado «Vision 2023 and Beyond» (del inglés: «Visión 2023 y Más Allá») el 2 de marzo de 2018 en una concentración de campaña, durante la cual el primer ministro Gaston Browne declaró que su partido seguía «con la opinión de que es mejor dejar los ingresos del individuo en su bolsillo», comprometiéndose a continuar mejorarando las condiciones para la iniciativa e inversión privada en el país, con la construcción de nuevos hoteles y fomento a la industria turística. El manifiesto destacó los logros obtenidos durante los casi cuatro años de gestión del ABLP y la necesidad de continuar por el mismo rumbo. Al mismo tiempo, el ABLP declaró haber recibido una economía «en ruinas» de manos del UPP, acusando al principal partido opositor de haber llevado a cabo una gestión fiscalmente irresponsable, incompetente y corrupta. De cara a un nuevo mandato en el poder, el ABLP se comprometió a fortalecer el sistema de seguridad social para garantizar su viabilidad futura y cumplir con las obligaciones hacia los beneficiarios, así como invertir en el desarrollo de infraestructura, incluyendo carreteras, nuevas redes de agua potable y tecnología de energía renovable para reducir los costos de electricidad y promover el crecimiento económico. El manifiesto tuvo una sección dedicada a cuestiones ambientales, destacando la gestión del gobierno de la crisis posterior al paso del huracán y el papel internacional destacado que Antigua y Barbuda había tenido bajo el mandato de Browne defendiendo la causa diplomática ambiental de los países insulares pequeños.
Por su parte, el Partido Progresista Unido publicó su manifiesto dos semanas después que el ABLP, el 15 de marzo, durante un acto en el cual su líder, Harold Lovell, declaró estar «sintiendo el pulso» de que el partido ganaría, y acusando al gobierno del ABLP de haber hecho «falsas promesas» en 2014. El manifiesto, titulado «Delivering Hope» (del inglés «Dando Esperanza»), sostuvo un enfoque fuertemente crítico para con el gobierno de Browne, sobre todo en materia económica y en la gestión de la crisis en Barbuda, así como la práctica de arrendar grandes extensiones de tierra a especuladores e inversores, prometiendo reformas estrictas en la asignación y uso de tierras para proteger las tierras de Barbuda para los barbudenses. El UPP reivindicó su gestión, señalando que el gobierno de Baldwin Spencer logró reducir la deuda externa, mientras que con Browne esta aumentó. También criticó la corrupción en el gobierno de Browne, en particular los escándalos en torno a su administración, así como el aumento de los casos de corrupción denunciados en la fuerza policial antiguana, con implicaciones en tráfico de drogas y trata de personas. De cara a un eventual gobierno, prometió aumentar la asignación presupuestaria y otros recursos para el desarrollo y la comercialización de productos turísticos, maximizar la producción de alimentos para negocios y salud, aumentar las exportaciones de cultivos específicos y reducir la dependencia de las importaciones de alimentos, especialmente en productos avícolas y porcinos. En cuanto a la vivienda, el UPP propuso la introducción de un programa de alquiler con opción a compra de viviendas a bajo costo en áreas urbanas.
La nueva Alianza Nacional Democrática, de Joanne Massiah, compitió con una plataforma centrada en el cambio político, criticando al bipartidismo entre el ABLP y el UPP como desconectado y agotado, y exigiendo una mayor participación para la juventud en la política antiguana. Su manifiesto, publicado el 16 de marzo, se tituló «Road Map to Prosperity» (del inglés: «Hoja de Ruta para la Prosperidad»), se dividió en «quince compromisos» para un eventual gobierno. La DNA se comprometió a abordar las problemáticas económicas y sociales mediante la estimulación a las industrias locales, diversificando la economía para reducir la dependencia del sector turístico y fomentar la producción local para reducir el alto costo de vida. También apuntó a una política de «tolerancia cero» para con la corrupción, con un sistema de «una falta y fuera» para los funcionarios que incurrieran en práctica ilícitas. La DNA denunció que el gobierno del ABLP no había rendido cuentas sobre los fondos recibidos para la reconstrucción de Barbuda, y destacó la importancia de preservar el patrimonio cultural y el estilo de vida único disfrutado por los habitantes de la isla durante siglos, considerando la reconstrucción de Barbuda una prioridad. Criticando la decisión unilateral de Brown de convocar a elecciones anticipadas, Massiah achacó al adelanto electoral la imposibilidad de la DNA para presentar candidatos en las dieciséis circunscripciones de Antigua, por lo que también prometió una reforma constitucional que establecería un mandato fijo para las elecciones generales.

## Resultados

### Nivel general
Las elecciones resultaron en una abrumadora victoria para el Partido Laborista de Antigua y Barbuda, que obtuvo un 59,24% de los votos válidamente emitidos y revalidó su mayoría absoluta con quince de los diecisiete escaños parlamentarios contra un 37,09% del Partido Progresista Unido, que solo pudo retener uno, garantizando fácilmente la reelección de Gaston Browne como primer ministro. Se trató de la victoria más aplastante lograda por cualquier partido político desde 1989 y la primera vez desde la fundación del UPP y el establecimiento del actual sistema bipartidista que los laboristas lograban ganar más de 13 escaños en Antigua. Sin embargo, el ABLP sufrió un serio descalabro en Barbuda y perdió la circunscripción única de la isla (que había ganado en 2014), resultado en gran medida atribuido al rechazo por parte de varios votantes a la medida de tener que concurrir a votar a Antigua, así como los cuestionamientos a la política de tierras del gobierno de Browne. El mejor resultado para el ABLP fue en su bastión más duro, St. Peter, donde Asot Michael logró el 73,90% de los votos, seguido por St. John's City West, la circunscripción del propio primer ministro Browne, con un 71,53% y St. Philip North, con un 71,35% para Robin Yearwood. El desempeño más débil del ABLP se vio en Barbuda con un 42,73%, aunque su peor resultado en Antigua fue en All Saints East & St. Luke, la única circunscripción que perdió, con un 47,85%.
Por su parte, el UPP sufrió la derrota más aplastante de su historia, siendo la primera vez desde su fundación que obtenía menos del 40% de los votos y viendo su presencia parlamentaria reducida a un único escaño. Sus derrotas más significativas se vieron en St. John's Rural West, la circunscripción de Baldwin Spencer que había conservado desde su fundación y que se consideraba un «refugio seguro» para el partido, y St. Philip South, que conservaba desde sus primeras elecciones en 1994 y que había sido ocupada hasta entonces por Wilmoth Daniel, el cual también se había retirado para disputar St. John's City West. El líder del partido, Harold Lovell, fracasó en retornar al Parlamento y fue contundentemente derrotado en St. John's City East. El único escaño para el UPP fue el de All Saints East & St. Luke, circunscripción que hasta entonces ocupaba Joanne Massiah y donde su reemplazo, Jamale Pringle, obtuvo un 48,20% y se impuso por un margen de tan solo 10 votos sobre el candidato del ABLP, Colin James. James pidió un recuento que de todas formas confirmó el triunfo de Pringle. Un bastión del extinto Movimiento Laborista Progresista hasta 1984 y del UPP desde 1994, All Saints East & St. Luke permanece hasta la fecha como la circunscripción que menos ha votado al Partido Laborista desde su creación. Mientras tanto, el Movimiento Popular de Barbuda (aliado del UPP) recuperó por aplastante margen el escaño único de Barbuda, con Trevor Walker retornando al Parlamento con un 55,58% de los votos.
A pesar del descalabro del UPP, los resultados revelaron que el electorado de Antigua y Barbuda seguía siendo bipartidista. Ninguno de los candidatos del UPP perdió su depósito y ninguno de los terceros partidos se benefició de las pérdidas del principal partido opositor. A pesar de la novedad de disputar una mayoría absoluta, la Alianza Nacional Democrática de Joanne Massiah no superó las expectativas y obtuvo solo un 1,94% de los votos. Aunque se trataba en teoría del mejor resultado para el tercer partido más votado en casi treinta años, ninguno de los candidatos de la DNA resultó electo y todos perdieron sus depósitos. La propia Massiah obtuvo solo el 3,70% de los votos en All Saints East & St. Luke y sus votos ni siquiera lograron una división que perjudicara al UPP, que de todas formas retuvo el escaño. El mejor resultado para la DNA fue en St. John's Rural East, donde Vincent Cornelius Jr. obtuvo el 4,08%.
|  | 59.24 % |

|  | 37.09 % |

|  | 1.94 % |

|  | 1.43 % |

|  | 0.22 % |

|  | 0.05 % |

|  | 0.02 % |

|  | 0.01 % |

|  | 99.27 % |

|  | 0.73 % |

|  | 100.00 % |

|  | 76.51 % |

### Resultado por isla
| Isla    | ABLP   | ABLP   | ABLP | UPP          | UPP          | UPP          | DNA          | DNA          | DNA          | ABTLP        | ABTLP        | ABTLP        | GGL   | GGL   | GGL  | MLVOP        | MLVOP        | MLVOP        | BPM          | BPM          | BPM          | Ind.         | Ind.         | Ind.         | Votos válidos | Votos válidos | Blancos/Anulados | Blancos/Anulados | Participación | Participación |
| Isla    | Votos  | %      | Esc. | Votos        | %            | Esc.         | Votos        | %            | Esc.         | Votos        | %            | Esc.         | Votos | %     | Esc. | Votos        | %            | Esc.         | Votos        | %            | Esc.         | Votos        | %            | Esc.         | Votos         | %             | Votos            | %                | Votos         | %             |
| ------- | ------ | ------ | ---- | ------------ | ------------ | ------------ | ------------ | ------------ | ------------ | ------------ | ------------ | ------------ | ----- | ----- | ---- | ------------ | ------------ | ------------ | ------------ | ------------ | ------------ | ------------ | ------------ | ------------ | ------------- | ------------- | ---------------- | ---------------- | ------------- | ------------- |
| Antigua | 22.634 | 59,68% | 15   | 14.440       | 38.07%       | 1            | 754          | 1,99%        | —            | 87           | 0,23%        | —            | 7     | 0,02% | —    | 6            | 0,02%        | —            | No participó | No participó | No participó | No participó | No participó | No participó | 37.928        | 99,29%        | 271              | 0,71%            | 50.093        | 76,26%        |
| Barbuda | 429    | 42,73% | —    | No participó | No participó | No participó | No participó | No participó | No participó | No participó | No participó | No participó | 13    | 1,29% | —    | No participó | No participó | No participó | 558          | 55,58%       | 1            | 4            | 0,40%        | —            | 1.004         | 98,33%        | 17               | 1,67%            | 1.165         | 87,64%        |
| Total   | 23.063 | 59,24% | 15   | 14.440       | 37,09%       | 1            | 754          | 1,94%        | 0            | 87           | 0,22%        | 0            | 20    | 0,05% | 0    | 6            | 0,02%        | 0            | 588          | 1,43%        | 1            | 4            | 0,01%        | 0            | 38.932        | 99,27%        | 288              | 0,73%            | 51.258        | 76,51%        |

### Resultados por circunscripción
|  | 71.53 % |

|  | 27.74 % |

|  | 0.73 % |

|  | 99.12 % |

|  | 0.88 % |

|  | 100.00 % |

|  | 78.56 % |

|  | 54.81 % |

|  | 43.91 % |

|  | 1.28 % |

|  | 99.29 % |

|  | 0.71 % |

|  | 100.00 % |

|  | 79.88 % |

|  | 70.31 % |

|  | 27.89 % |

|  | 1.80 % |

|  | 98.99 % |

|  | 1.01 % |

|  | 100.00 % |

|  | 77.85 % |

|  | 51.06 % |

|  | 45.57 % |

|  | 3.37 % |

|  | 99.61 % |

|  | 0.39 % |

|  | 100.00 % |

|  | 70.91 % |

|  | 63.48 % |

|  | 31.91 % |

|  | 3.08 % |

|  | 1.61 % |

|  | 98.50 % |

|  | 1.50 % |

|  | 100.00 % |

|  | 74.43 % |

|  | 66.23 % |

|  | 29.69 % |

|  | 4.08 % |

|  | 99.52 % |

|  | 0.48 % |

|  | 100.00 % |

|  | 73.76 % |

|  | 60.48 % |

|  | 37.26 % |

|  | 2.05 % |

|  | 0.21 % |

|  | 99.23 % |

|  | 0.77 % |

|  | 100.00 % |

|  | 78.95 % |

|  | 60.67 % |

|  | 39.33 % |

|  | 99.55 % |

|  | 0.45 % |

|  | 100.00 % |

|  | 72.10 % |

|  | 50.35 % |

|  | 48.69 % |

|  | 0.96 % |

|  | 99.47 % |

|  | 0.53 % |

|  | 100.00 % |

|  | 81.61 % |

|  | 48.20 % |

|  | 47.85 % |

|  | 3.70 % |

|  | 0.25 % |

|  | 99.58 % |

|  | 0.42 % |

|  | 100.00 % |

|  | 79.19 % |

|  | 54.67 % |

|  | 43.71 % |

|  | 1.62 % |

|  | 99.34 % |

|  | 0.66 % |

|  | 100.00 % |

|  | 76.23 % |

|  | 56.97 % |

|  | 39.72 % |

|  | 3.31 % |

|  | 99.48 % |

|  | 0.52 % |

|  | 100.00 % |

|  | 75.34 % |

|  | 73.90 % |

|  | 24.56 % |

|  | 1.54 % |

|  | 98.95 % |

|  | 1.05 % |

|  | 100.00 % |

|  | 78.07 % |

|  | 71.35 % |

|  | 28.65 % |

|  | 98.80 % |

|  | 1.20 % |

|  | 100.00 % |

|  | 75.82 % |

|  | 50.74 % |

|  | 48.62 % |

|  | 0.64 % |

|  | 98.12 % |

|  | 1.88 % |

|  | 100.00 % |

|  | 84.53 % |

|  | 59.66 % |

|  | 37.93 % |

|  | 2.41 % |

|  | 99.59 % |

|  | 0.41 % |

|  | 100.00 % |

|  | 77.32 % |

|  | 55.58 % |

|  | 42.73 % |

|  | 1.29 % |

|  | 0.40 % |

|  | 98.33 % |

|  | 1.67 % |

|  | 100.00 % |

|  | 87.64 % |